# Лесной заповедник имени Джозефа Уортона
Лесно́й запове́дник и́мени Джо́зефа Уо́ртона (англ. Wharton State Forest) — заповедник в США, в штате Нью-Джерси. Его площадь составляет примерно 465 км², что делает его самым большим в штате. Заповедник расположен в регионе Пайн-Барренс к северо-западу от города Хэммонтон на территории трёх округов: Берлингтон, Кэмден и Атлантик. Большая часть заповедника лежит в бассейне реки Маллика (англ. Mullica River), впадающей в залив Грейт-Бей.
На территории заповедника располагается музей Бэтстоу-Виллидж, представлявший в 1766—1867 годах завод по производству железа и стекла. Большая часть пешеходного маршрута Батона-Трейл проходит через заповедник. Маршрут соединяет заповедник имени Брендана Бирна на севере с лесным заповедником реки Басс на юге.
Заповедник назван в честь бизнесмена и филантропа Джозефа Уортона, скупившего в XIX веке большую часть земли, на которой в настоящее время располагается заповедник. Джозеф Уортон планировал использовать воду из подземных источников, находившихся на купленной на им земле, для снабжения питьевой водой Филадельфии. Однако сенат штата Нью-Джерси запретил экспорт питьевой воды за пределы штата. В 1950-х годах штат Нью-Джерси выкупил землю у наследников Джозефа Уортона с целью создания на ней заповедника.
Заповедник играет важную роль в гидрологии региона. Вода из источников и болот заповедника участвует в восполнении подземного резервуара Керквуд-Коэнси.
Северная граница заповедника проходит по дороге Карранза-роуд. На ней находится памятник на месте гибели мексиканского лётчика Эмилио Каррансы, произошедшей 12 июля 1928 года.